# Адміністративний устрій Нововоронцовського району
Адміністративний устрій Нововоронцовського району — адміністративно-територіальний поділ Нововоронцовського району Херсонської області на  1 селищну та 12 сільських рад, які об'єднують 20 населених пунктів та підпорядковані Нововоронцовській районній раді. Адміністративний центр — смт Нововоронцовка.

## Список радНововоронцовського району
| №  | Назва                             | Центр                | Населені пункти                                         | Площа км² | Місце за площею | Населення (2001), чол. | Місце за населенням | Розташування |
| -- | --------------------------------- | -------------------- | ------------------------------------------------------- | --------- | --------------- | ---------------------- | ------------------- | ------------ |
| 1  | Нововоронцовська селищна рада     | смт Нововоронцовка   | смт Нововоронцовка                                      |           |                 |                        |                     |              |
| 2  | Біляївська сільська рада          | с. Біляївка          | с. Біляївка с. Українка                                 |           |                 |                        |                     |              |
| 3  | Гаврилівська сільська рада        | с. Гаврилівка        | с. Гаврилівка                                           |           |                 |                        |                     |              |
| 4  | Дудчанська сільська рада          | c. Дудчани           | c. Дудчани                                              |           |                 |                        |                     |              |
| 5  | Золотобалківська сільська рада    | c. Золота Балка      | c. Золота Балка                                         |           |                 |                        |                     |              |
| 6  | Любимівська сільська рада         | c. Любимівка         | c. Любимівка                                            |           |                 |                        |                     |              |
| 7  | Миролюбівська сільська рада       | c. Миролюбівка       | c. Миролюбівка с. Трудолюбівка                          |           |                 |                        |                     |              |
| 8  | Михайлівська сільська рада        | c. Михайлівка        | c. Михайлівка                                           |           |                 |                        |                     |              |
| 9  | Нововоскресенська сільська рада   | c. Нововоскресенське | c. Нововоскресенське                                    |           |                 |                        |                     |              |
| 10 | Новоолександрівська сільська рада | c. Новоолександрівка | c. Новоолександрівка                                    |           |                 |                        |                     |              |
| 11 | Осокорівська сільська рада        | c. Осокорівка        | c. Осокорівка                                           |           |                 |                        |                     |              |
| 12 | Петропавлівська сільська рада     | c. Петропавлівка     | c. Петропавлівка с. Майське с. Червоне                  |           |                 |                        |                     |              |
| 13 | Хрещенівська сільська рада        | c. Хрещенівка        | c. Хрещенівка с-ще Ленінське с. Петрівка с. Шевченківка |           |                 |                        |                     |              |

* Примітки: м. — місто, с-ще — селище, смт — селище міського типу, с. — село